# Russborough House

La Russborough House è una villa neopalladiana che si trova vicino ai laghi di Blessington, nella contea irlandese di Wicklow, fra le città di Blessington e Ballymore Eustace. Progettata da Richard Cassels per Joseph Leeson 1º Conte di Milltown, fu costruita fra il 1741 e il 1755. Gli interni, decorati con gli stucchi dei fratelli Lafranchini, della villa sono in contrasto con l'austero esterno.

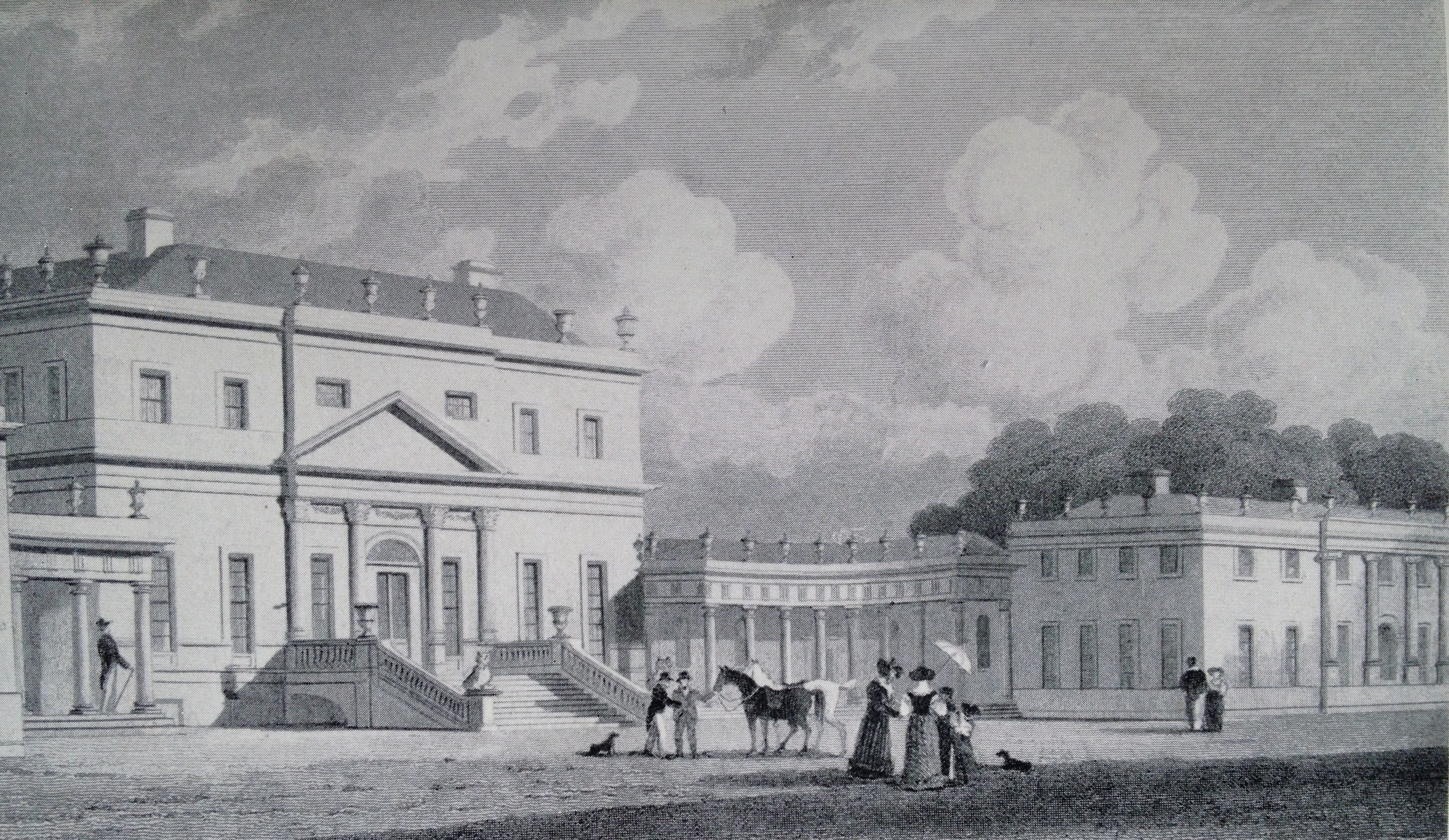
Russborough House, raffinato esempio del Palladianesimo in Irlanda.

Russborough ha ospitato nella sua storia due raffinate collezioni di oggetti d'arte: se la prima fu successivamente donata alla Galleria nazionale d'Irlanda, la seconda ebbe una sorte più travagliata. Portata nella villa da Alfred Beit, che l'acquistò nel 1952, comprendeva opere di grandi artisti come Goya, Vermeer, Rubens e Gainsborough e fu rubata quattro volte: nel 1974, ad opera di una banda che comprendeva l'ereditiera Rose Dugdale, nel 1986 da Martin Cahill (soprannominato the General), nel 2001 e nel 2002.